# DJ Ötzi
Dj Ötzi (født Gerhard Friedle d. 9. januar 1971) er en østrigsk DJ, entertainer og sanger.
DJ Ötzi har indspillet 17 albums, men kun to af dem har fået større succes udenfor de tysksprogede lande. Hans største hits er sangene "Anton aus Tirol" og "Hey Baby", som er en cover af Bruce Channels hit fra 1962.

## Familie
Dj Ötzi (Gerhard Freidle) blev gift med Sonja Kien i 2001. Den 17. september 2002 fik de en datter.[kilde mangler]